# Wypusty
Wypusty – część miasta Augustów w województwie podlaskim.

## Współczesność
Wypusty położone są w południowej części Augustowa między ulicami Wojska Polskiego i Chreptowicza oraz Kanałem Augustowskim.
W dzielnicy dominuje zabudowa jednorodzinna. Zlokalizowane są też obiekty przemysłowe oraz infrastruktura miejska (m.in. oczyszczalnia ścieków i ciepłownia). Między drogą krajową nr 8 a Kanałem Augustowskim położone są ogródki działkowe. Na Wypustach działa parafia rzymskokatolicka Świętej Rodziny.
Przez Wypusty wzdłuż Kanału Augustowskiego biegnie szlak rowerowy wokół jeziora Sajno oraz piesze szlaki do Huty i Bargłowa Kościelnego.

## Historia
Dawniej nazwą Wypusty określano duże pastwisko położone w miejscu obecnej dzielnicy. Na części trawiastej łąki funkcjonował targ, na którym handlowano zwierzętami i płodami rolnymi. Przed wybudowaniem Kanału Augustowskiego przez Wypusty płynęła rzeka Netta, która po skanalizowaniu i wyprostowaniu stanowi obecnie odcinek kanału. Przez rzekę, a później kanał, w miejscu zwanym Klimasa Brodek, istniał przejazd na łąki.
Pod koniec XVI w. na Wypustach powstał młyn wodny, posiadający dwa koła wodne do mielenia zboża i jedno do foluszowania sukna. Przed II wojną światową na obszarze Wypustów znajdował się folwark Szmytowizna (Świętowizna).